# Pau Juvillà Ballester
Pau Juvillà i Ballester (Lérida, 1973) es un biólogo, escritor y político español de ideología nacionalista e independentista catalán. Vinculado a las luchas estudiantiles y al sindicalismo libertario, fue juzgado por insumiso en el servicio militar. Encabezó junto a Nogay Ndiaye, la lista de la CUP-Ganyem en la circunscripción de Lérida a las elecciones al Parlamento de Cataluña de 2021, con el propósito de "socializar la necesaria incorporación del eje ecologista en las propuestas de transformación", resultando electo y escogido posteriormente secretario tercero, siendo el primer representante de la CUP en la mesa de la cámara.

## Trayectoria
Es afiliado a la Confederación General del Trabajo, donde ha sido delegado sindical, y es miembro del Secretariado Nacional la Candidatura de Unidad Popular (CUP) y de Òmnium Cultural. Fue concejal del Ayuntamiento de Lérida durante la legislatura 2015-2019, haciendo llegar a la sala de plenos del ayuntamiento la iniciativa vecinal para borrar los nombres franquistas del nomenclátor de la ciudad y la retirada de los símbolos fascistas presentes.
Por otro lado, fue denunciado por el partido Ciudadanos por un presunto delito de desobediencia ante la negativa a retirar los lazos amarillos de las ventanas del despacho del grupo municipal de la CUP del Palacio de la Paeria durante la campaña del 28-A a pesar de las advertencias de la Junta Electoral Central. La causa se instruyó en el juzgado de instrucción núm. 3 de Lérida, en el que la fiscalía le pidió ocho meses de pena de inhabilitación y cuatro meses de multa. Sin embargo, cuando el 12 de marzo de 2021 asumió el cargo de diputado y miembro de la Mesa en el Parlamento de Cataluña, obtuvo la prerrogativa de aforado y, en consecuencia, la causa se trasladó a la sala civil y penal del Tribunal Superior de Justicia de Cataluña (TSJC). Siguiendo este criterio, el 12 de julio de 2021 el TSJC se declaró competente para juzgar el caso, desestimó la petición de nulidad presentada por la defensa y designó al magistrado Fernando Lacaba como instructor de la causa en su fase de juicio oral.
El 27 de enero de 2022, la Junta Electoral Central confirmaba su cese como diputado del Parlament, en relación con la denuncia interpuesta el año anterior por Ciudadanos. Así, la JEC remitía a la presidenta de la institución, Laura Borràs, que retirase "de forma inmediata" el escaño, así como su puesto como secretario tercero de la Mesa, dando como plazo cinco días hábiles, hasta el 4 de febrero, para proceder a dicho cese.
El 15 de febrero de 2022, la Sección Cuarta del Tribunal Supremo desestimó el recurso interpuesto por la defensa de Juvillà, ya que dicha petición de medidas cautelares fue "genérica y alejada del examen de los acuerdos» de la JEC y no vio razones de peso para cambiar el criterio que el Supremo "ya fijó en casos anteriores en los que la Junta decidió que existía la misma causa de inelegibilidad sobrevenida", en alusión a la retirada en el año 2020 del acta de diputado del presidente Quim Torra.